# Militancia palestina (1917-1951)
La militancia palestina representa las ideas y personas que constituyen la lucha armada de los árabes en Palestina desde su conquista por el Imperio británico en 1917 durante la Primera Guerra Mundial. Antes de eso, los árabes palestinos eran gobernados por el Imperio otomano. Hasta su conquista en 1917 la región de Palestina no tuvo ni siquiera fronteras definidas.

## La militancia y elnacionalismoeislamismo
La militancia palestina es distinta de las ideas generales del nacionalismo o islamismo palestinos. 
- El nacionalismo palestino tiene también partidarios que creen en medios pacíficos de lograr sus objetivos, mientras que el militante palestino cree usualmente en la idea de lucha armada. Por eso, no es correcto llamar a cada nacionalista o partidario de un estado palestino como un «militante».

- Aunque hay varios grupos islamistas palestinos, la mayoría de ellos creen en un estado independiente bajo las leyes de la Sharía. Los conceptos de islamismo y nacionalismo se solapan mucho en grupos militantes como Hamás. Al contrario de movimientos anteriores, como los Hermanos Musulmanes y el Yihad Islámico en Egipto, Hamás no pone el énfasis en disolver los bordes entre los estados árabes para reunir la Umma musulmana. Es pues a veces difícil diferenciar entre un grupo islamista de palestinos, o un grupo nacionalista palestino con rasgos de yihadismo.

## Inicios
Los árabes en cada región del imperio se sentían ofendidos bajo la opresión turca, pero sus identidades regionales no se desarrollaron hasta después de la Primera Guerra Mundial y la caída del Imperio otomano. En aquellos años se establecieron los estados árabes de Irak, Siria, TransJordania, y el estado moderno de Arabia Saudí. La región de Palestina incluía bajo su jurisdicción a Transjordania hasta 1923, cuando los mandatarios británicos decidieron separar del Mandato Británico de Palestina, un estado controlado directamente desde Gran Bretañala, la parte este del Río Jordán y crear el protectorado de Transjordania.

## 1917-1936

### El Gran mufti enciende las llamas

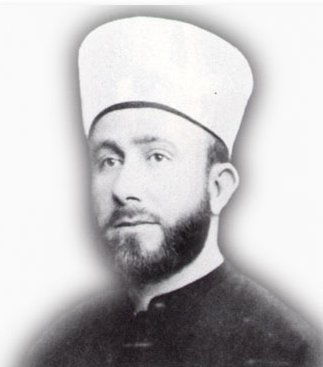
El gran mufti Muhammad Amin al-Husayni, el primer claro líder de un movimiento nacionalista árabe de carácter palestino, tuvo ideas islamistas, y luego colaboró con el III Reich.

En 1922, un clérigo joven, Hajj Muhammad Amin al-Husayni, había sido designado como el gran mufti de Jerusalén. Al-Husayni tuvo ideas virulentas contra la inmigración judía a su patria, y en general contra el mundo no-musulmán. Él se oponía al control extranjero en Palestina, apoyado por Faysal ibn Husayn, el primer rey de Irak y un aliado fuerte de Gran Bretaña. Al-Husayni había sido condenado por la incitación a los motines en Nabi Musa en los días 4 y 7 de abril de 1920. En lugar de cumplir su sentencia de diez años de cárcel, Al-Husayni huyó a Transjordania. Los administradores del Mandato decidieron designarlo como el gran mufti para que aplacara a los árabes que apoyaban sus nacientes ideas de identidad árabe y musulmana. En lugar de aplacar, al-Husayni aprovechó sus años en el puesto (1922-37) para incitar a los árabes palestinos contra la implementación de la Declaración Balfour apoyada por el gobierno del Mandato. Al principio, Husayni enfocó sus esfuerzos en dos ideales: el panarabismo y el movimiento por la Gran Siria. 
El periódico en que Husayni trabajó tras 1919 se llamó Suriyya al-Yanubiyya (Siria del Sur), en el cual protestaba contra los Acuerdos Sykes-Picot. Sykes-Picot y Declaración Balfour consideradas una traición de las potencias coloniales Gran Bretaña y Francia a sus promesas de ayudar a la fundación de una nación panárabe. Como el gran mufti, al-Husayni tuvo control de sociedades secretas como al-Fida'ia («los que se sacrifican») y al-Ikha’ wal-‘Afaf («la hermandad y pureza»). Aprovechando las divisiones internas entre los árabes palestinos (su propio clan, los Husayni, tuvo una rivalidad sangrienta con los Nashashibi), el Gran Mufti tuvo éxito en alzarse a una posición prestigiosa en la dirigencia de los árabes palestinos, no obstante las quejas de sus oponentes más moderados.
Al-Husayni hizo muchas acciones desde su puesto para desaconsejar acuerdos con los judíos en el mandato; por ejemplo, la convención del Congreso Islámico Mundial en 1931, en que los 22 partidos del mundo musulmán acordaron no hacer negocios con la comunidad judía-palestina. El gobierno del alto-comisario Sir Herbert Louis Samuel intentó equilibrar los poderes en el Consejo Musulmán Superior (que él mismo creó) entre los partidarios de los Husayni (los maylisiya) y los del clan Nashashibi (los mu'aridun). Un hermano del Gran Mufti, el alcalde de Jerusalén Musa al-Husayni, había sido reemplazado en 1920 por Rarreb al-Nashashibi porque él ayudó a incitar los motines de Nabi Musa. Motines violentos de los árabes contra judíos también ocurrieron en los días 1 al 7 de mayo, conocidos como 1921 en Jaffa y en los días 23 y 24 de agosto de 1929 en el barrio antiguo de Hebrón.
En cada incidente al-Husayni se aprovechó de las actividades nacionalistas de la Agencia Judía y otros grupos judíos para justificar actos sangrientos de violencia a las multitudes. El Gran Mufti criticó a menudo que el gobierno del Mandato era prosionista en sus encuentros con el Alto Comisionado John Chancellor tras los disturbios de Hebrón. En un testimonio por la Comisión Shaw, él llevó en su mano como prueba una copia de Los protocolos de los sabios de Sion. Al-Husayni no hizo nada (o no fue consciente) del hecho de que en un artículo famoso de 1921 el periódico londinense The Times publicó un Extra y renuncia de los protocolos.
Poco a poco, los sentimientos de los árabes palestinos se hicieron más distintos de los panarabistas en general. Al-Husayni fue la voz dirigente contra el sionismo en el mandato, manteniendo la idea de que el movimiento fue una conspiración de las potencias occidentales y judíos contra los musulmanes palestinos. Al-Husayni aprovechó cada vez que le fue posible la amenaza de una ocupación judía de la Mezquita de al-Aqsa para encender los corazones de su público.

### Izzedin al-Qassam y la organización de la resistencia - 1930-1935
Uno de los que respaldaban al gran mufti fue un refugiado militante de Siria, el jeque Izzedin al-Qassam, a quien al-Husayni designó como imam de la mezquita al-Istiklal en Haifa en los años 1920s. El Jeque al-Qassam tuvo participación en los motines de 1929. En 1930 al-Qassam fundó la «Mano Negra» (en árabe: al-Kaf al-Asuad; no confundir con el grupo serbio del mismo nombre). La Mano Negra inició ataques violentos contra personas judías, especialmente en el norte. Los seguidores de Izzedin al-Qassam tenían motivos un poco diferentes a los del Gran Mufti, eran campesinos árabes de Galilea y el norte molestos por las adquisiciones de fincas árabes a manos del Fondo Nacional Judío.
Las víctimas del grupo fueron solo ocho judíos asesinados, pues la importancia de la Mano Negra fue el cambio de violencia contra multitudes a una resistencia organizada. Los partisanos de la Mano Negra fueron miembros del movimiento Hizb al-Istiklal (el Partido de Independencia). En noviembre de 1935 Jeque al-Qassam huyó de Haifa tras una incidente en el que un agente de la policía británica fue asesinado en un enfrentamiento contra militantes de la Mano Negra. Al-Qassam se escondió en el territorio entre Haifa y Yenín hasta que una patrulla de la policía se lo encontró por casualidad, y tras un breve enfrentamiento resultó muerto otro miembro policial judío. El 20 de noviembre la policía cercó a al-Qassam con sus compañeros en una cueva cercana al pueblo de Ya'abed, y lo asesinaron. La figura del Jeque al-Qassam fue una leyenda desde entonces para los árabes palestinos. La rama militar de Hamás se llama las Brigadas del Martir Izzedin al-Qassam.

## La Gran Revuelta

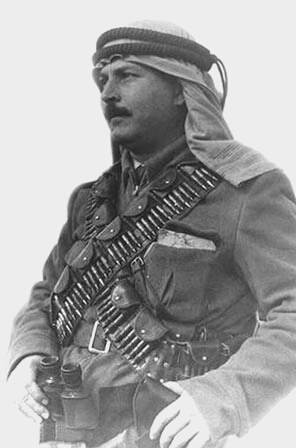
Abdelkader Husayni montó la Gran Revuelta Árabe contra la administración mandatorial en 1936. La revuelta falló y más tarde Husayni fue asesinado en una escaramuza durante la violencia anterior a la guerra árabe-israelí de 1948.

Mientras que al-Qassam formaba la Mano Negra, otros militantes más cercanos al Gran Mufti empezaron a organizarse en grupos similares. Amin al-Husayni al principio no tuvo parte en la organización de las milicias árabes, pero su sobrino, Abdelkader al-Husayni (el hijo de Musa al-Husayni), la dirigió con la ayuda de un campesino Hasan Salameh. Su grupo se llamaba (al-)Munazamat al-Jihad al-Muquddas, o la «Organización de la Guerra Santa». En el 19 de abril de 1936, militantes árabes que pertenecieron a las cuadrillas del fallecido al-Qassam hicieron motines en Haifa. El líder principal de los disturbos se llamó Farhan al-Sa'ada, que fue detenido por la policía y ejecutado. La condena de al-Sa'ada ayudó a los seguidores del gran mufti a formar una alianza con los de al-Qassam; estos necesitaban el apoyo de una figura de la importancia del gran mufti para ampliar la revuelta. Husayni, por su parte, recibió los recursos del grupo que quedó de Izzedin al-Qassam en el norte. Para formalizar y centrar la dirigencia de la revuelta, el Gran Mufti reunió un cuerpo nuevo, el Alto Comité Árabe. El ACA incluyó siete miembros, presididos por él.
La Gran Revuelta fue un episodio sangriento en la historia del mandato, pero a la larga fue un fracaso sin beneficios para la comunidad árabe palestina. En lugar de agotar al gobierno, los rebeldes solo causaron el establecimiento de una alianza de entre el mandato y grupos militantes sionistas como la Haganá, con oficiales británicos como Orde Wingate animando a los judíos a colaborar para derrotar la insurgencia árabe.
Otra táctica que fracasó fue la huelga de los obreros árabes en el puerto de Jaffa. En lugar de estrangular la economía de la comunidad judía en Tel Aviv y el resto del Yishuv (la comunidad de judíos en el mandato), la huelga llevó a los árabes de Jaffa a la bancarrota, debido a la falta de ingresos del puerto. La huelga fue un ademán desastroso que solo ganó enemigos nuevos para el Gran Mufti y sus aliados entre los árabes.
Luego, cuándo al-Husayni intentó organizar de nuevo la resistencia árabe contra el sionismo ante la guerra de 1948, muchos árabes que de todos modos no querían a Israel decidieron abstenerse del conflicto porque ellos no podían apoyar al Gran Mufti, ni a sus tenientes Abdelkader al-Husayni e especialmente Hasan Salameh, que tenían reputación como ladrones y criminales que se aprovechaban de ellos para enriquecerse.
En 1939 la revuelta se fue esfumando y los rebeldes que quedaban libres tuvieron que huir del mandato o esconderse. El Gran Mufti, Abdelkader al-Husayni, Hasan Salameh huyeron al extranjero, el primero eventualmente al III Reich.

## Años 1940
La derrota de la Gran Revuelta esencialmente quebró la militancia entre el pueblo árabe del mandato durante la década siguiente. En la Segunda Guerra Mundial los árabes palestinos no trataron de hacer un intento serio de sublevarse ante los británicos, excepto breves actividades patrocinadas desde la Alemania Nazi y el Gran Mufti. Aquella situación existió mientras que en Irak estaba ocurriendo la llamada Guerra Anglo-Iraquí, en la que el primer ministro antibritánico Rashid Ali al-Gailani enardeció al pueblo iraquí contra la influencia británica en su país (con el permiso de una fetua del Gran Mufti), y también cuándo oficiales árabes en el ejército egipcio conspiraron para ayudar al Afrika Korps a vencer al ejército británico en Egipto. Por eso, es posible decir que la militancia de los árabes palestinos terminó con la fuga del Gran Mufti, hasta la proceso de creación del Estado de Israel en los años 1947-48. Las actividades del Gran Mufti en aquel periodo incluyeron animar a los nazis a persecuciones contra los judíos tanto en Europa como en cada país que cayó bajo el poder militar alemán.
Una tendencia bien conocida en los 1940s, paralela al fracaso de la Gran Revuelta, fue el ascenso de la militancia judía-sionista en el Yishuv. Hasta 1939 el único grupo militante de judíos que montaba ataques contra el gobierno del mandato era el Irgún (es: Organización Nacional Militar), que luego declaró un cese el fuego para ayudar en el esfuerzo contra Alemania. Pues durante toda la guerra un grupo extremista llamado Lehi (es:Guerrilleros por la Libertad de Israel) continuaba resistiendo al gobierno del mandato y ejecutando ataques terroristas contra objetivos británicos. 
La falta de un movimiento militante en el mandato durante la ausencia del Gran Mufti en los 1940s es interesante en el contexto de la pregunta de si en general habría existido un movimiento sin él.

## 1947-48: «Ejército de la Guerra Santa»
En diciembre de 1947 Abdelkader al-Husayni regresó a la zona de Jerusalén con una partida de unas cien personas, lo que él llamó Yaish al-Yihad al-Muqadas, o el Ejército de la Guerra Santa. Su compañero de la Gran Revuelta, Hasan Salameh, creó una rama en su zona natal de Ramla-Lod. El EGS fue el primer grupo militante en el mandato desde la Gran Revuelta, y sus operaciones se concentraron en impedir el transporte de suministros entre la costa mediterránea y Jerusalén. 
Pero el EGS sufrió de una falla importante, porque dependía de los envíos de líderes árabes, especialmente fondos financieros. El Gran Mufti intentó, y fracasó, el 9 de febrero de 1948 en un encuentro de la Liga Árabe para lograr concesiones de los miembros de la Liga. Las demandas incluyeron:
- La designación de un delegado palestino al estado mayor de la Liga.
- Formación de un gobierno provisional palestino.
- Distribuir el poder en áreas ya evacuados de los británicos a comités nacionales.
- Un préstamo financiero para el nuevo gobierno.
- Aportar dinero a un Alto-Ejecutivo árabe para los palestinos que sufrieran daños en la guerra.

En lugar de respaldar al gran mufti, los líderes de la Liga impidieron la recluta de nuevos guerreros al EGS. Aquella fuerza se disolvió tras el asesinato de Abdelkader al-Husayni en el 8 de abril. 

### Desafiar a Abdallah
La guerra de 1948 fue la derrota mayor del Gran Mufti como el jefe representante del pueblo palestino, pero no la última. En el 8 de septiembre de 1950 él trató con apoyo egipcio de formar un estado palestino en la Franja de Gaza como respuesta a los rumores de negociaciones secretas entre Israel y el rey Abdallah I de Transjordania. 
Según Avi Shlaim, aquel proyecto solo hubo un ademán trapadero del gobierno egipcio en Gaza:

La decisión de formar el Gobierno de Toda Palestina en Gaza, y el débil intento de crear un ejército bajo su mando, dio a los miembros de la Liga Árabe el medio de deshacerse de la responsabilidad de ejecutar la guerra, y para sacar sus fuerzas de Palestina como excusa contra protestas populares. Todo lo que había de futuro a largo plazo del gobierno árabe palestino, su objetivo inmediato, como había concebido por sus patrones egipcios, era el proveer un puento focal de oposición contra Abdallah y servir como una herramienta para frustar su ambición de federar las regiones árabes de Transjordania.

En lugar de encender de nuevo a los árabes palestinos a rebelarse contra Abdallah en Cisjordania, donde Abdallah gobernaba como rey tras la guerra de 1948, la formación del Gobierno de Toda Palestina solo dio al rey la excusa para disolver todos los grupos armados en los territorios bajo su control. El "gobierno" se colapsó tras un corto rato, y Hajj Muhammad Amin al-Husayni fue reemplazado como Gran Mufti por Hussam al-Din Yadallah, una persona menos crítica al rey, que, como el soberano de Jerusalén, tenía el poder  de designar al gran mufti o reemplazarlo. El último acto relacionado de pasada con el Gran Mufti es el asesinato de Abdallah I  el 20 de julio de 1951. Su asesino se llamaba Mustafa Shukri Usho, y era un miembro del clan Husayni. Es posible que el Gran Mufti no tuviera un papel de veras en la conspiración contra el rey, pero de todos modos su importancia como líder de la militancia palestina acabó tras la incidente.
Para la continuación del tema, véase Militancia Palestina (1951-93).